# Années 1770
Les années 1770 couvrent la période de 1770 à 1779.

## Événements
- 1768 - 1774 : guerre russo-turque. La Russie envoie l'expédition des frères Orloff soutenir une insurrection en Grèce, détruit la flotte ottomane (1720) et fait la conquête de la Crimée (1721). Au traité de Küçük-Kaynarcar (1774), le khanat de Crimée passe sous protectorat russe, l'Empire ottoman accorde le droit de libre circulation de la flotte russe dans les Détroits et reconnait le protectorat russe sur les principautés danubiennes[1].
- 1770 :
  - massacre de Boston[2].
  - au cours de son premier voyage, James Cook est le premier Européen à débarquer sur la côte orientale de l’Australie, à Botany Bay. Il prend possession de la Nouvelle-Galles du Sud au nom du roi de Grande-Bretagne[3].

- 1770-1779, Colonie du Cap : les Hollandais du Cap atteignent Graaff-Reinet en 1770. Au même moment les peuples bantou et leurs troupeaux, venus du Nord atteignent le Transvaal et la rivière Fish. Plus nombreux et plus offensifs que les Hottentots et les métis (réfugiés au Grikaland), ils coopèrent quelques années avec les Hollandais, puis les deux peuples s’affrontent (1779)[4].
- 1772 : premier partage de la Pologne[1].
- 1772-1775 : deuxième voyage de Cook dans l'océan Austral[3].
- 1773 : Boston Tea Party[2].
- 1773-1814 : suppression de la Compagnie de Jésus[5].
- 1773-1775 : guerre des Paysans russes[1].
- 1775-1783 : guerre d'indépendance des États-Unis[2].
- 1776 :
  - déclaration d'indépendance des États-Unis[2].
  - Recherches sur la nature et les causes de la richesse des nations, de l'économiste britannique Adam Smith[6].
- 1776-1780 : troisième voyage de Cook dans l'océan Pacifique. Il découvre les îles Hawaii (1778) en où il meurt en 1779[3].
- 1778-1779 : guerre de Succession de Bavière[7].
- Vers 1770 : fondation de la ville de Bandiagara au Mali par un chasseur dogon du nom de Nangabanu Tembély[8].

## Personnages significatifs
- Sebastião José de Carvalho e Melo
- La Fayette
- Emelian Pougatchev
- George Washington